# HMS Colossus (R15)
El portaaviones ligero HMS Colossus (R15) fue la primera nave de la clase a la que da nombre de la Royal Navy prestando servicio de 1944 a 1946. Fue transferido a Francia y sirvió como Arromanches (R95) de 1946 a 1973.

## Construcción
Fue colocada la quilla en 1942. Fue botado el casco en 1943. Y fue asignado en la marina real en 1944.

## Historia de servicio
El Colossus tuvo un breve período de servicio en la Royal Navy (de 1944 a 1946). Fue transferido a la Marine Nationale (Francia) y su nombre cambió a Arromanches (R95). El buque entró en acción en la guerra de Indochina (Camboya, Laos y Vietnam). Causó baja en 1973 y fue posteriormente desguazado.